# Da Doo Ron Ron
Da Doo Ron Ron ist der Titel eines Hits der US-amerikanischen Girlgroup The Crystals, der sich im Jahre 1963 zum Millionenseller entwickelte.

## Entstehungsgeschichte
Phil Spectors erste Aufnahme in den Gold Star Studios im Rahmen seines charakteristischen Wall of Sound war am 13. Juli 1962 He’s a Rebel von den Crystals. Sie sollte Vorbild werden für eine Vielzahl fast identischer Produktionen.
Die Melodie von Da Doo Ron Ron beruhte auf einem Piano-Riff, das Arnold Goland während einer Improvisationsphase in seinem Wohnzimmer entwickelt hatte. Er wurde allerdings nicht als Mitautor registriert, dafür jedoch beim Titel auf der B-Seite. Der Text wurde innerhalb von zwei Tagen in Spectors Büro komponiert, sein Freund und Promoter Bill Walsh hatte die Idee des Anfangs-Couplets „I met him on a Monday and my heart stood still / Someone told me that his name was Bill.“ Diese Zeilen basierten auf einem ähnlichen Refrain der Gruppe Da Doos und beinhaltete sehr ähnliche Textzeilen. Der Titel selbst ist eine Nonsens-Phrase, die die Komponisten Jeff Barry und Ellie Greenwich zunächst als Füllung für noch geplante fehlende Textpassagen vorgesehen hatten, bis eine sinnvolle Passage gefunden war. Spector stellte diese vorläufige Passage in den Vordergrund, damit nicht ein zu feierlicher Text die massive Musikproduktion überlagert. Es geht dem Musikproduzenten Spector also nicht um den Text, sondern um die Wall of Sound dahinter.
Zusammen mit Then He Kissed Me war Da Doo Ron Ron der erste Song, den Greenwich/Barry zusammen mit Spector geschrieben hatten. Ihnen folgte eine Vielzahl weiterer Kompositionen. Spector taucht formal ebenfalls als Mitkomponist bei diesem Titel auf, doch beschränkte er seine Rolle auf die Funktion eines „Lenkrads“, wenn er die Textideen, Riffs und Melodieführungen komplettierte. Der Text besaß ausreichend Hooklines für einen Hit.

## Aufnahme
Die Aufnahmen zu Da Doo Ron Ron fanden im März 1963 in den Gold Star Studios mit Dolores „La La“ Brooks als Leadsängerin anstelle von Darlene Love unter dem Arbeitstitel Will You Walk me Home statt. Perfektionist Spector ließ Brooks 30 Takes aufnehmen, bis er zufrieden war. Die Hintergrundstimmen stammten von den Blossoms (mit Darlene Love) und Cher. Von The Wrecking Crew wirkten als Studiomusiker Tommy Tedesco (Gitarre), Carol Kaye (Bass), Don Randi (Piano), Steve „Teenage“ Douglas (Bariton-Saxophon-Solo) und Hal Blaine (Schlagzeug) mit. Spector wandte bei seinen Wall-of-Sound-Musikproduktionen im Gold Star Studio immer das gleiche Produktionsschema an. Zunächst ließ er die Studiomusiker der Wrecking Crew stundenlang üben, bevor er Toningenieur Larry Levine bat, das Tonband anzustellen. Dann wurde die Musikaufnahme („backing track“) mit der 3-spurigen Ampex 350 erstellt. Bei Da Doo Ron Ron wurde – anders als üblich – die Basstrommel durch Overdubbing hinzugefügt. Die Piano-Tremolos sind Teil der Identität des Songs, auffallend waren auch die ausgiebigen Wirbel des Schlagzeugers Hal Blaine. Arrangeur Jack Nitzsche koordinierte die Aufnahmen. Das Stück besaß das schnellste Tempo aller bisher von Spector produzierten Songs. Larry Levine musste mit ruhiger Stimme insgesamt 29 Takes ansagen, womit der Song zu den am meisten probierten Sessions von Spector gehört. Die Endabmischung präsentierte einen mit Nachhall geschliffenen Sound, der sein eigenes Echo entstehen lässt.

## Veröffentlichung und Erfolg
Die Single Da Doo Ron Ron (When He Walked Me Home) / Git‘ it (Philles 112) kam im April 1963 auf den Markt und war die sechste Single der Gruppe. Sie gelangte am 27. April 1963 in die US-amerikanische Pop-Hitparade und erreichte dort am 8. Juni 1963 Rang 3 der Billboard Hot 100. In Großbritannien kam der Song bis auf Rang 5. Weltweit wurde er eine Million Mal verkauft. Das zuvor erschienene He’s a Rebel war ein Nummer-eins-Hit und zweifellos der berühmteste Hit der Crystals.

## Coverversionen
Zunächst erschienen zwei französische Fassungen unter dem Titel Da dou ron ron (franz. Text: Georges Aber), und zwar von Frank Alamo (Juli 1963) und Johnny Hallyday (27. September 1963). Es folgten Ted Herold (August 1963, #22; deutscher Text: Charly Niessen/Claudius Alzner), Billy J. Kramer & the Dakotas (Dezember 1963), Carpenters (1. Mai 1973) und Grumble (deutsche Single, 1973). Die Who berücksichtigten ihn auf ihrer Doppel-LP Quadrophenia (19. Oktober 1973). Weitere Coverversionen erschienen von Anneke Grönloh in niederländischer und malaysischer Sprache (1963), Suzie (1969, ebenfalls in einer deutschsprachigen Version mit Niessens Text), Sylvie Vartan (1974), Shaun Cassidy (März 1977, führte den Song erstmals auf Rang 1 der US-Hitparade) und The Donnas (1996). Coverinfo listet insgesamt 49 Versionen auf. 
Das Original wurde mit einem BMI-Award ausgezeichnet. Im Jahre 2004 wurde der Song auf Rang 114 der The 500 Greatest Songs of All Time-Liste des Magazins Rolling Stone aufgeführt.